# 多西泰伊·奥布拉多维奇
多西泰伊·奥布拉多维奇（塞爾維亞語發音：[dɔsǐtɛːj ɔbrǎːdɔʋitɕ]，1739年2月17日─1811年4月7日），塞爾維亞作家、哲學家、教育學者、教育倡議者和語言學家，也是首任塞爾維亞教育部長。作為塞爾維亞民族和文化復興的重要人物，他在抱持愛國主義與信仰塞爾維亞東正教同時，也提倡啟蒙運動和理性主義。

## 小傳

### 早年教育

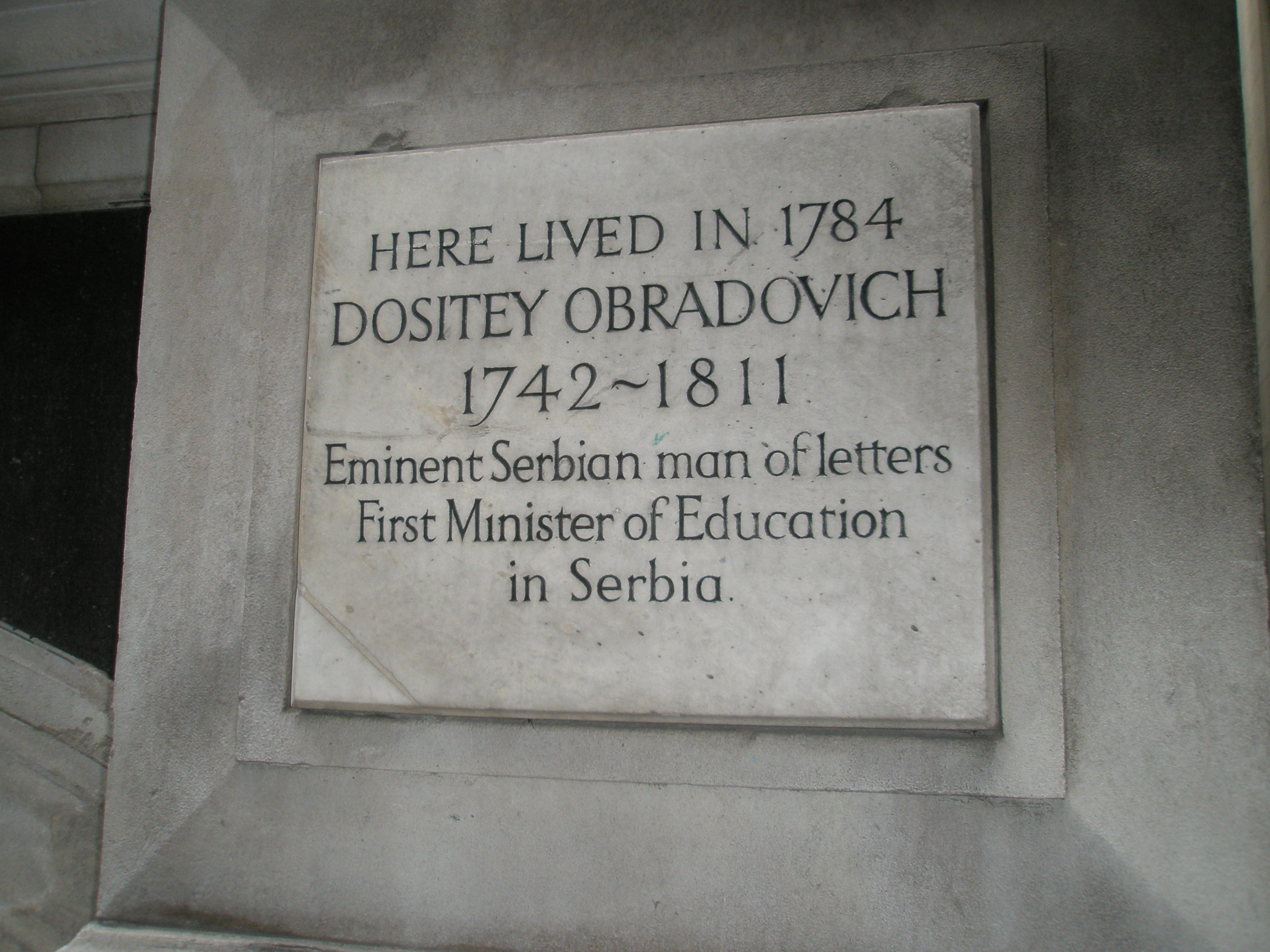
倫敦Clement Lane的牌匾

多西泰伊的出生名為「Dimitrije Obradović」。推測其生於1739年哈布斯堡君主國巴納特的恰科沃村（Čakovo，今羅馬尼亞的恰科瓦）。他從小就對學習充滿熱情：除了會使用塞爾維亞語和羅馬尼亞語外，還學過古典希臘語、拉丁語、現代希臘語、德語、英語、法語、俄語和義大利語。
1757年2月17日，多西泰伊在霍波沃修道院以「多西修斯」（Dositej）的名字，成為塞爾維亞東正教修道院的僧侶。霍波沃修道院位於斯雷姆。他當時把包括《伊索寓言》在內的歐洲經典著作翻譯為塞爾維亞語，並飽讀了修道院圖書館的許多藏書。1760年11月2日，他離開霍波沃修道院，前往阿索斯山的希蘭達爾。

### 周遊各國

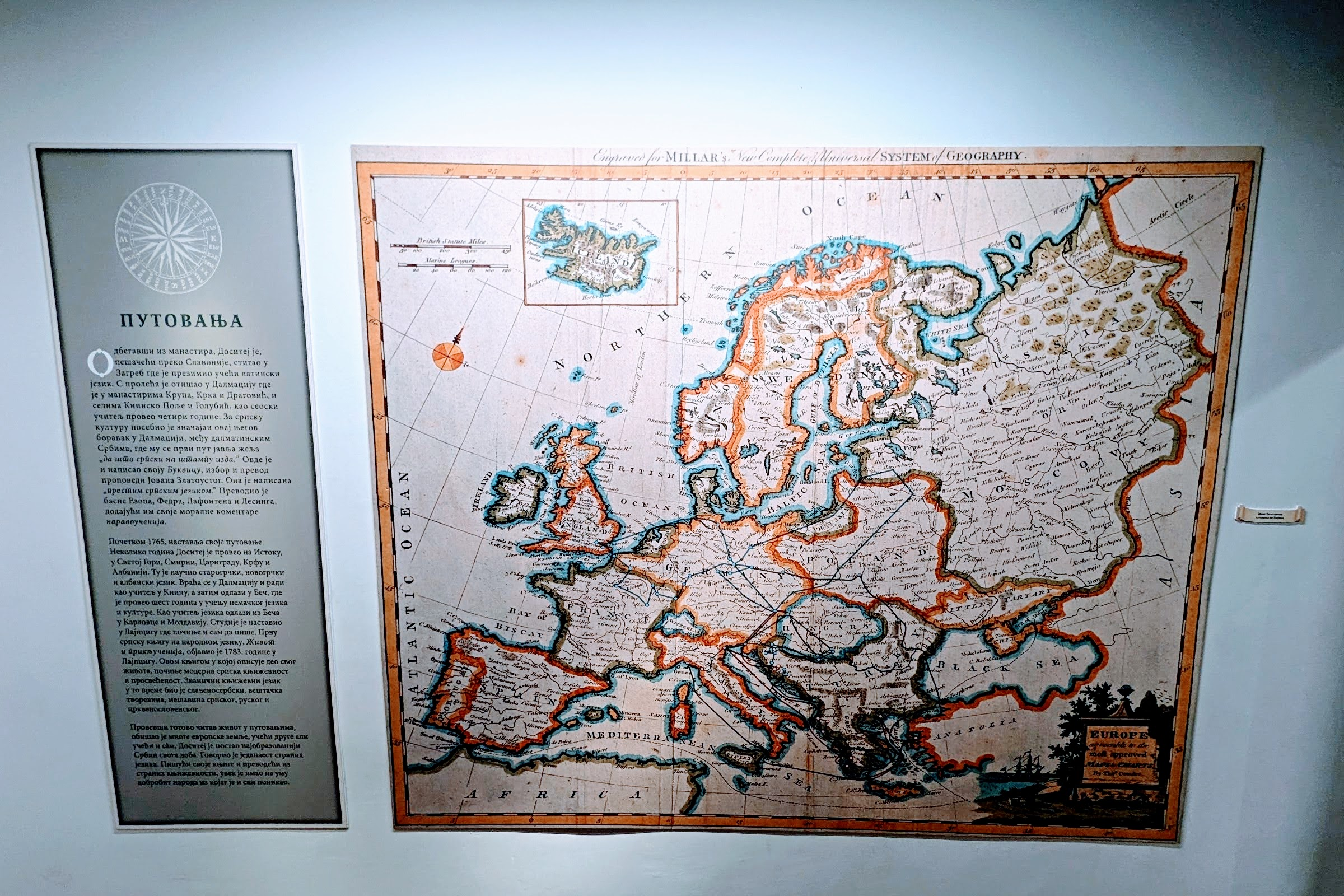
多西泰伊在武克和多斯特伊博物館的旅遊地圖

1761年，多西泰伊前往萨格勒布學習拉丁文。1761年至1763年，他開始在克寧斯科波列村的塞爾維亞學校任教。在被瓦西里耶·彼得羅維奇任命為牧師之前，他也在科托爾灣的修道院短暫任教過。他之後因病回到達爾馬提亞，位於克寧附近的戈盧比奇村任教。多西泰伊接著到克基拉島學習希臘文。接著在去了一趟威尼斯後，又回到達爾馬提亞的普拉夫諾村任教。
1782年，多西泰伊前往哈雷大学就学，主修哲學。1783年，他轉到莱比锡大学、並出版了其處女作。他當時的老師，為克里斯蒂安·沃爾夫的弟子約翰·奧古斯埃伯哈德。
多西泰伊畢生有三分之一左右在奧地利度過，並受當地約瑟夫二世和德國啟蒙運動思想的影響。亲英的他也深受英國教育學者影響，將英國視為精神自由與現代文明的之源。1785年，他把自己在萊比錫出版的書籍，捐給了倫敦大英图书馆，是該图书馆首批收藏的現代塞爾維亞書籍。在長達四十年的歐洲和小亞細亞之旅中，他還去過希臘、匈牙利、土耳其、羅馬尼亞、法國、俄羅斯、英國、波蘭等。

### 晚年
1804年，卡拉喬爾傑·彼得羅維奇領導第一次塞尔维亚起义時，多西泰伊人在義大利，撰寫讚揚卡拉喬爾傑和起义軍的愛國詩Vostani Serbije並因此聞名。多西泰伊在詩中，把塞爾維亞比喻為沉睡了數個世紀的「睡美人」；並呼籲她醒來，為她的「姐妹」——波斯尼亚、黑塞哥維那、還有蒙特內哥羅——樹立榜樣。1807年，多西泰伊在卡拉喬爾傑邀請下，搬到了貝爾格萊德，並成為新政府的首任教育部長。1809年，他在貝爾格萊德最古老的街區扎伊雷克內，創辦了高等學校，是為塞爾維亞首間高等教育機構，後來則發展為大學。該學校為兩層樓的建築，現在則為武克和多斯特伊博物館所用。
多西泰伊也寫了個人傳記，隨後該體裁迅速擴展為以科尼利厄斯·尼波斯、蘇埃托尼烏斯、普魯塔克、第歐根尼·拉爾修為榜樣的傳記集形式。他也向塞爾維亞人介紹了西歐文學。多西泰伊·奥布拉多维奇，與受其影響的武克·斯特凡诺维奇·卡拉季奇，被公認為現代塞爾維亞文學之父。多西泰伊見到塞爾維亞民眾經常受飢荒所苦，也將馬鈴薯引進到塞爾維亞去。
1811年，多西泰伊死於塞爾維亞的貝爾格萊德。國民為他舉行了盛大的喪禮，並將其葬於主教座堂。1914年，卡萊梅格丹公園入口處，豎立了多西泰伊·奥布拉多维奇紀念碑。1930年，該紀念碑被移至靠近米薩艦長大廈附近的學術公園，並矗立至今。

## 大眾文化
- 《我枕頭的墳墓》：基於多西泰伊·奥布拉多维奇自傳的迷你剧集。1990年由塞爾維亞廣播電視台製作，導演為薩瓦·馬爾馬克（Sava Mrmak）[18][19]。

## 作品

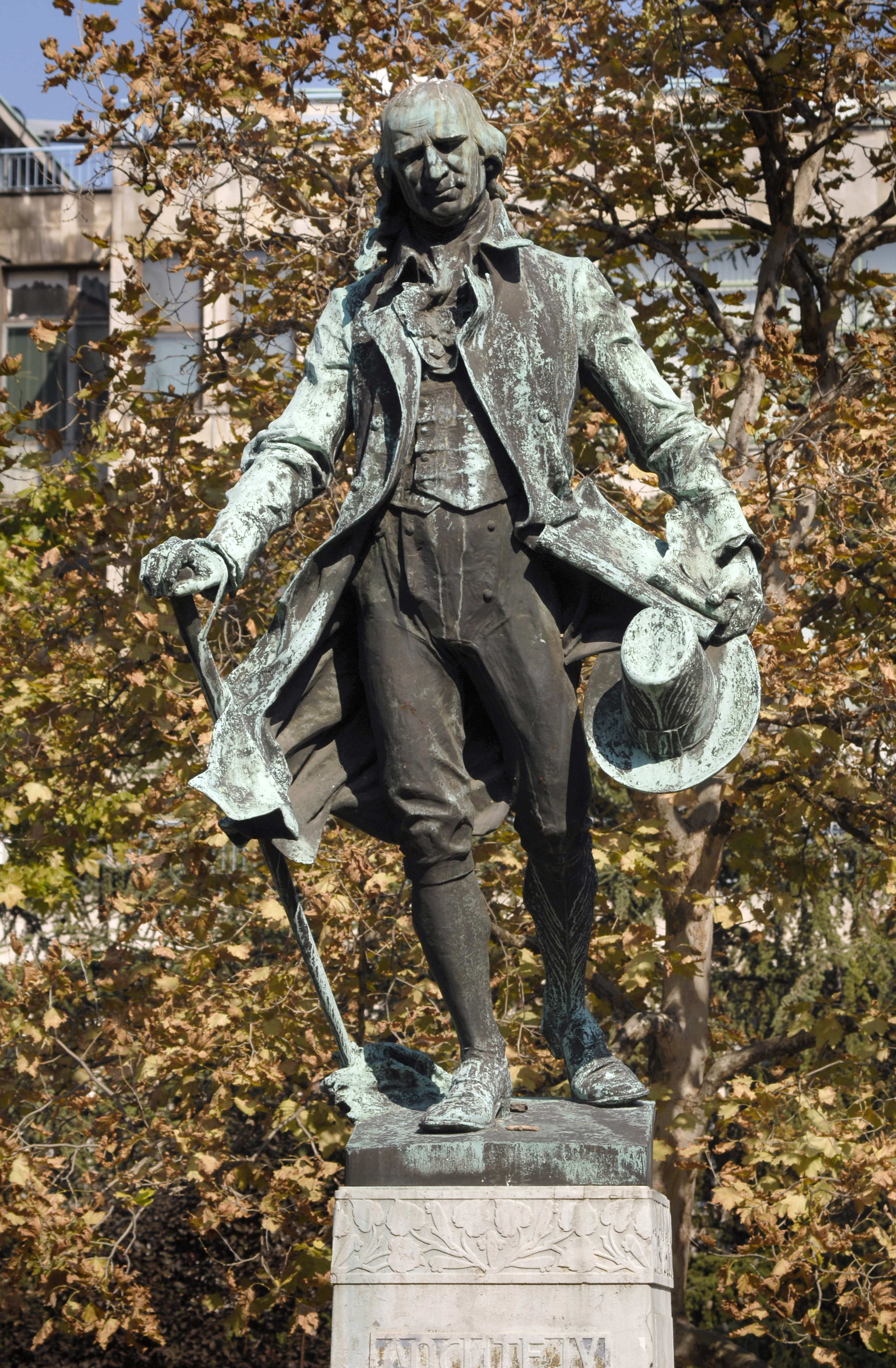
學術公園的多西泰伊·奥布拉多维奇紀念碑

- Slovo poučiteljno Gosp. Georg. Joakima Colikofera, Leipzig, 1774, 31 pp.
- Pismo Haralampiju, 1783.
- Život i priključenija D.O., Leipzig, 1783.
- Sovjeti zdravago razuma, Leipzig, 1784, 119 pp.
- Ezopove i pročih raznih basnotvorcev basne, Leipzig, 1788, 451 pp.
- Pesme o izbavleniju Serbije, Vienna, 1789, 4 pp.
- Sobranije raznih naravoučitelnih veščej, Pécs, 1793, 2 + 316 pp.
- Etika ili filozofija naravnoučitelna, Venice, 1803, 160 pp.
- Vostani Serbije, 1804.
- Mezimac, Budim 1818, 230 + 11 pp.
- Ižica, 1830
- Pisma, Budapest, 1829, 126 pp.
- Prvenac, Karlštat 1930, 17 + 168 pp.[20]
- Jastuk roda moga (lost), 1813

### 翻譯
- Slovo poučitelno, 1784.
- Istina i prelest, (short story), 1788.
- Put u jedan dan, (short story), 1788.
- Aesop's Fables
- Hristoitija
- Bukvica
- Etika
- Venac
- Damon
- Ingleska izrečenija

## 來源
- Skerlić, Jovan.  (PDF). Belgrade. 1914: 58–76 （塞尔维亚语）.

## 延伸閱讀
- Cassell's Encyclopaedia of World Literature, Volume 2, Funk & Wagnalls, 1954.
- Chambers Biographical Dictionary, Chambers Harrap, 1997.
- Ćurčić, N. M. J. The Ethics of Reason in the Philosophical System of Dositej Obradovic A Study of His Contribution in This Field to the Age of Reason. London: Unwin Bros. Ltd, 1976.
- Fischer, Wladimir, "The Role of Dositej Obradovic in the Construction of Serbian Identities During the 19th Century," Spaces of Identity (1.3, 2001), 67–87.
- Fischer, Wladimir: Creating a National Hero: The Changing Symbolics of Dositej Obradović. In: Identität – Kultur – Raum. Turia + Kant, Wien 2001, ISBN 3-85132-301-7.
- Fischer, Wladimir, "Dositej Obradović and the Ambivalence of Enlightenment". Heppner/Posch (eds.), Encounters in Europe's Southeast, Bochum: Winkler, 2012, ISBN 978-3-89911-190-3, ISBN 978-3-89911-205-4.
- Javarek, Vera. . The Slavonic and East European Review. April 1947, 25 (65).
- Merriam-Webster's Biographical Dictionary, Merriam-Webster, 1995.
- Obradović, Dositej. The Life and Adventures of Dimitrije Obradović. University of California Publications in Modern Philology 39. Berkeley; Los Angeles, 1953.
- Pijanović, Petar: Život i delo Dositeja Obradovića. Zavod za udžbenike i nastavna sredstva, Beograd 2000.
- "South Slavic Writers Before World War II". Dictionary of Literary Biography, Volume 147, Gale Research, 1995.
- Skerlić, Jovan, Istorija Nove Srpske Književnosti (Belgrade, 1914, 1921).

## 外部連結
| 政府职务          | 政府职务                     | 政府职务            |
| ----------------- | ---------------------------- | ------------------- |
| 前任： 教育部創立 | 塞爾維亞教育部部長 1807–1811 | 繼任： Ivan Jugović |